# Мусави, Аюб
Сейед Аюб Мусави (перс. سید ایوب موسوی‎; 21 апреля 1995 года, Иран) — иранский тяжелоатлет, выступающий в весовой категории до 96 кг. Призёр чемпионата мира 2017 года. Трёхкратный серебряный призёр чемпионатов Азии.

## Карьера
Дебютировал на международной арене в 2015 году на молодёжном чемпионате мира во Вроцлаве, где выступал в весовой категории до 85 кг и занял 4 место с результатом 341 кг.
Два года подряд, в 2016 и 2017, становился серебряным призёром чемпионата Азии по тяжёлой атлетике.
В 2017 году завоевал серебряную медаль на мировом первенстве в Анахайме в весовой категории до 94 кг.
В 2019 году на чемпионате Азии в Нинбо завоевал серебро в весовой категории до 96 кг с результатом 373 кг (166 кг в рывке и 207 кг в толчке).
На чемпионате мира 2019 года в Паттайе Аюб Мусави завоевал малую бронзовую медаль в весовой категории до 89 кг, вытолкнув штангу весом 214 кг. В итоговом протоколе он стал пятым с результатом 382 кг.

## Основные результаты
| Год  | Соревнование   | Место проведения | Весовая категория | Рывок  | Толчок | Сумма двоеборья | Место     |
| 2016 | Чемпионат Азии | Ташкент          | до 85 кг          | 158 кг | 198 кг | 356 кг          | 2         |
| 2017 | Чемпионат Азии | Ашхабад          | до 94 кг          | 166 кг | 206 кг | 372 кг          | 2         |
| 2017 | Чемпионат мира | Анахайм          | до 94 кг          | 171 кг | 214 кг | 385 кг          | 2         |
| 2019 | Чемпионат Азии | Нинбо            | до 96 кг          | 166 кг | 207 кг | 373 кг          | 2         |
| 2019 | Чемпионат мира | Паттайя          | до 96 кг          | 168 кг | 214 кг | 382 кг          | 5-е место |